# Leo Baekeland
Leo Baekeland, né le 14 novembre 1863 à Gand et mort le 23 février 1944 à Beacon (New York), est un chimiste belge naturalisé américain, connu pour ses recherches en photographie et sur les matières plastiques. Il a donné son nom à la « bakélite ».

## Biographie
Leo Baekeland naît en 1863 à Gand en Belgique. Fils d'un modeste cordonnier, il se révèle doué en chimie, en physique mathématique et en économie. Il obtient un doctorat en sciences naturelles avec mention maxima cum laude de l'université de Gand en 1884. Après plusieurs années d'enseignement à Gand, il se fixe aux États-Unis en 1889. Il part en compagnie de son épouse, Céline Swarts, la fille de son professeur de doctorat. Il acquiert la nationalité américaine en 1897.
Arrivé pour travailler pour une entreprise photographique, il invente un papier photographique qui a la capacité de se développer sous une lumière artificielle. Son nouveau procédé permet en effet d'obtenir des émulsions sur papier au chlorure d'argent peu sensible aux rayons jaunes du spectre de la lumière, et sensible à la lumière artificielle (bougie ou lampe à gaz). Ce type de papier rapide et sûr (car non lié aux variations d'intensité du jour) est appelé  « Velox » (rapide en latin). Dès 1891, il est en mesure de le commercialiser. Il monte son entreprise, et le Velox devient le premier papier photographique à succès dans le commerce.
En 1899, George Eastman, le fondateur de Kodak, rachète à la société de Léo Baekeland ainsi que le procédé « Velox » pour un million de dollars,. Ce montant est « plus de dix fois la somme initialement imaginée ». Cette opération finance d'autres recherches personnelles de chimie associées aux recherches sur le monde de l'électricité et ses besoins en isolant non inflammable (tenus par la porcelaine et la gomme laque à l'époque).
À partir de la chimie sur le benzène, ses composants et solvants, sa préoccupation initiale, il débouche en 1907 sur la mise au point de la bakélite. L'invention qui fera la renommée de Baekeland est celle du procédé permettant de fabriquer des pièces thermodurcissables à partir de la bakélite — qui lui doit son nom — puisque le matériau proprement avait déjà été découvert auparavant. Grâce à l'autoclave qu'il invente, il contribue à faire entrer le monde dans son ère des matières plastiques moulées.
Cette invention d'une matière (non métallique, issue de déchets industriels, dure, résistante aux chocs et à la température) lui valut la médaille Franklin en 1940. Après avoir passé sa retraite retiré en Floride à Miami, il meurt à Beacon, dans l'État de New York, le 23 février 1944. Le magazine Time le classa parmi les vingt plus grands esprits du XXe siècle.

## Récompenses et distinctions
- 1910 : médaille William-H.-Nichols
- 1913 : prix Willard-Gibbs

## Postérité
En 1996, Leo Baekeland est l'un des 26 photographes belges mis à l'honneur au musée de la photographie à Anvers, lors de l'exposition Pioniers in Beeld.